# Đảng Xã hội chủ nghĩa Timor
Đảng Xã hội chủ nghĩa Timor (tiếng Bồ Đào Nha: Partido Socialista de Timor, PST) là một tổ chức chính trị Marx–Lenin tại Đông Timor.

## Lịch sử
Phong trào Công nhân Xã hội chủ nghĩa Dân chủ Thống nhất Timor được thành lập vào năm 1997 với tư cách một lực lượng quần chúng phản kháng Indonesia và mưu cầu nền độc lập cho Đông Timor. Phong trào này ban đầu là một phần của phong trào Fretilin và có liên hệ chặt chẽ với Đảng Xã hội Bồ Đào Nha, do Avelino Maria da Silva Coelho, Pedro Martires da Costa và Antonio Maher Lopes đứng ra lãnh đạo.
Ngay từ giai đoạn đầu, phong trào đã quy tụ được giới sinh viên và công nhân Đông Timor định cư tại Jakarta và nhiều đô thị Indonesia khác, nhờ vậy, sức ảnh hưởng rất mạnh. Ngày 10 tháng 10 năm 2001, để chào mừng Đông Timor hoàn toàn độc lập, đại hội toàn quốc đầu tiên đã diễn ra tại thủ đô Dili. Lúc này, danh xưng đảng mới chính thức định hình.

## Cơ cấu
Cũng như mọi tổ chức xã hội chủ nghĩa khác, Đảng xây dựng được tổ chức thanh niên, phụ nữ và có ủy hội trung ương. Đảng này cũng có quan hệ với nhiều chính đảng cùng chính kiến khác tại Tây Âu, Bồ Đào Nha, Úc, Indonesia, Singapore, Campuchia và Trung Hoa Dân quốc.